# Jörg-Michael Hormann
Jörg-Michael Hormann (* 5. Juni 1949 in Binnen, Kreis Nienburg/Weser; † 5. August 2019) war ein deutscher Sachbuchautor, freier Publizist und Sammler mit maritimem Schwerpunkt.

## Leben
Hormann studierte Architektur in Hannover und arbeitete danach rund 15 Jahre als Redakteur bei verschiedenen Verlagen. Ab 1995 war er freiberuflich tätig und veröffentlichte zahlreiche Bücher sowie rund 200 Fachbeiträge zur Militär-, Verkehrs- und Kunstgeschichte vor allem im Seefahrtsektor. In diesem Bereich baute er eine eigene Sammlung auf. Jörg-Michael Hormann war verheiratet und hatte zwei Kinder. Er lebte zuletzt mit seiner Familie in Rastede, unweit von Oldenburg.
Hormann veröffentlichte eine Kunstmonografie über das Leben und Werk des Marinemalers Willy Stöwer. Dabei gelang es ihm, auch viele von dessen Werken ausfindig zu machen. Außerdem war er Organisator des Stöwer-Ausstellungs-Projektes in den Jahren 2000 und 2002 unter dem Motto „Kunst braucht Gunst!“.

## Veröffentlichungen (Auswahl)
- Der "Stier von Scapa Flow", Angriff auf die beiden Dicken!. In: Schiff Classic, Magazin für Schifffahrts- und Marinegeschichte e. V. der DGSM, Ausgabe: 7/2019, S. 12–21.
- Deutsche Luftfahrtpioniere 1900-1950, mit Evelyn Zegenhagen, Bielefeld 2008, ISBN 978-3-7688-2484-2
- Flugbuch Atlantik, Deutsche Katapultflüge 1927-1939, Bielefeld 2007, ISBN 978-3-7688-1973-2
- Deutsche Flaggen. Geschichte, Tradition, Verwendung, mit Dominik Plaschke, Hamburg 2006, ISBN 3-89225-555-5
- Flugschiff DO-X, die Chronik, Bielefeld 2006, ISBN 3-7688-1841-1
- Der Postbus kommt. 100 Jahre Kraftpost in Deutschland, mit Volkhard Stern, Jubiläumsedition, Deutsche Post AG, Bonn 2005
- Ein Schiff fliegt in die Welt. Flugschiff Dornier Do X, Jubiläumsedition, Deutsche Post AG, Bonn 2004
- Geschichten um das Blaue Band. Rekorde, Legenden, Katastrophen, mit Brigitte Kazenwadel, Thorsten Totzke,  Deutsche Post AG, Bonn 2004
- Robert Schmidt-Hambur: Vom Seemann zum Marinemaler, mit Heinz-Otto Müller, Kunstmonographie, Hamburg 2003, ISBN 3-78220-874-9
- Claus Bergen: Marinemaler über vier Epochen, mit Eberhard Kliem, Kunstmonographie, Hamburg 2002, ISBN 3-78220-850-1
- Willy Stöwer: Marinemaler der Kaiserzeit, Kunstmonographie, Hamburg 2001, ISBN 3-78220-822-6
- Zeppeline, Marineluftschiffe und Marineflieger, Museumsführer, Hamburg 2001, ISBN 3-81320-709-9
- Menschen-Zeiten-Schiffe, Deutsche Marinegeschichte seit 1848, Museumsführer, Hamburg 1999, ISBN 3-81320-673-4
- Deutsche Uniformen im 20. Jahrhundert Band 1: Uniformen der Panzertruppe 1917 bis heute, Podzun-Pallas-Verlag, Friedberg 1989, ISBN 3-7909-0380-9
- Deutsche Uniformen im 20. Jahrhundert Band 2: Uniformen der Infanterie 1919 bis heute, Podzun-Pallas-Verlag, Friedberg 1989, ISBN 3-7909-0382-5
- Die Bundeswehr und ihre Uniformen. 30 Jahre Bekleidungsgeschichte, Podzun-Pallas-Verlag, Friedberg 1987, ISBN 3-7909-0297-7